# George R. Dennis
George R. Dennis (Whitehaven, 1822. április 8. – Kingston, 1882. augusztus 13.) az Amerikai Egyesült Államok szenátora (Maryland, 1873–1879).